# Abschieds-Rufe
Abschieds-Rufe, op. 179, är en vals av Johann Strauss den yngre. Den spelades första gången den 28 januari 1856 i Sofiensäle i Wien.

## Historia
År 1856 hade det gått 100 år sedan Wolfgang Amadeus Mozart föddes. Själva födelsedagen den 27 januari samt dagen därpå firades med festkonserter. Dirigent vid båda tillfällen var kompositören och pianovirtuosen Franz Liszt, vars närvaro i Wien var ett hett samtalsämne bland stadens musikälskare. Många var öppet emot att Liszt, vars kompositioner tydligt hade visat att han var en "framtidens musiker" och en pionjär för modern musik, hade valts att dirigera musik av den vördade "klassiska mästaren" Mozart. Men efter den första konserten hade Liszt övervunnit alla tvivel och visade sig vara en exemplarisk dirigent och felfri uttolkare av Mozart verk. 
I januari 1856 förberedde sig Johann Strauss den yngre för sin första sommarturné till Ryssland och Vauxhall Pavilion i Pavlovsk nära Sankt Petersburg. Den 28 januari skulle han ge en storslagen festbal i Sofiensäle, vid vilken inte mindre än fyra av hans senaste verk skulle spelas: valserna Erhöhte Pulse och Juristenball-Tänze, samt polkorna Armen-Ball-Polka och Sans-souci-Polka, men även premiär av en ny vals med titeln Abschieds-Rufe. Dessutom meddelade Strauss att 600 kopior av hans Marie Taglioni-Polka skulle delas ut till de närvarande damerna. Då Liszt hade gått med på att närvara vid balen deklarerade Strauss att han och hans orkester skulle ära Liszt genom att framföra fadern Johann Strauss den äldres Furioso-Galopp (op. 114) vars teman var hämtade från Liszts Grand Galop chromatique (op. 12) och andra verk av denne.
Ungefär 2000 besökare flockades till balen och aftonen var ämnet för många tidningsartiklar. Der Wanderer skrev den 29 januari:
"Herr Kapellmästare Strauss gav igår en avskedsbal i Sofienbadsaal till förmån för sig själv och andra, ty de blev verkligen underhållna av åtskilliga Straussmelodier. Herr [Franz] Morawetzs imponerade rum var fylld till gränsen av en utvald och elegant societet som entusiastiskt dansade. Strauss, vars ryska resa kommer hålla honom borta från oss i fem månader, utförde mirakler med sina oemotståndliga valser vars temperatur närmade sig Moratwetzs turkiska bad, och paren svävade ut i balsalen. Vid pass halv tolv spelade maestro Strauss sin senaste vals, kallad 'Abschiedsrufe', till entusiastiska applåder, och när han kom till valsens tredje avsnitt avbröt han musiken med en pampig fanfar, ty den firade Liszt hade just trätt in tillsammans med Herr Haslinger, och hälsades på detta lämpliga sätt av Strauss. Efter detta började Strauss spela valsen på nytt och den fick tas om fyra gånger. Glädjen i denna dansnatt grumlades endast av tanken på att Strauss, vars talang har givit wienarna så många lyckliga stunder, skulle lämna sitt moderland under så lång tid."
Emellertid avreste Strauss inte omedelbart till Ryssland efter balen. Istället förblev han i Wien under ytterligare veckor och bistod sin broder Josef Strauss att säkerställa familjeorkesterns position mot eventuell konkurrens från två ungerska musikdirektörer: Albert von Kéler (Béla Kéler) och Joseph Gungl - den senare hade redan tidningen Der Wanderer (25.01.1856) utsett till Strauss ersättare.

## Om valsen
Speltiden är ca 11 minuter och 57 sekunder plus minus några sekunder beroende på dirigentens musikaliska tolkning.

## Weblänkar
- Abschieds-Rufe i Naxos-utgåvan.